# چهره حقیقت (فیلم)
شناخت: چهره حقیقت (به هندی: Pehchaan: The Face of Truth) فیلمی محصول سال ۲۰۰۵ و به کارگردانی شربانی دودار است. در این فیلم بازیگرانی همچون راوینا تاندون، راتی آگنیهوتری، وینود کانا، آنوپاما و جوهی پارمار ایفای نقش کرده‌اند.